# Albert Robbins
Docteur Albert « Al » Robbins est un personnage fictif incarné par l'acteur Robert David Hall dans la série télévisée américaine Les Experts (CSI : Crime Scene Investigation en anglais).

## Biographie
Il est le médecin légiste en chef de la police de Las Vegas. Grand amateur de rock, il noue une complicité particulière avec Gil Grissom, qu'il est parfois le seul à comprendre, et vice-versa. Par exemple, Grissom a de la difficulté à révéler à ses collègues qu'il éprouve de sérieux problèmes d'audition. Cependant, à la fin de la saison 3, dans Le Mystère de la chambre forte, il demande à Robbins un examen médical de ses oreilles, lui révélant sa déficience.
Robbins est marié et a trois enfants. Il est amputé des deux jambes et porte des prothèses, mais s'aide d'une canne pour marcher. Cette amputation est relative à un accident sur une scène de crime.
On apprend dans l'épisode 10 de la saison 12 des Experts qu'il descend de Buffalo Bill.